# انسان یک ماشین است

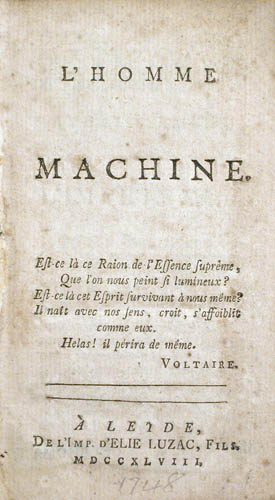
صفحه عنوان یک نسخه فرانسوی ۱۷۴۸.

انسان یک ماشین است (انگلیسی: Man a Machine) اثری در فلسفه ماتریالیستی که توسط پزشک و فیلسوف فرانسوی قرن هجدهم ژولین اوفره دو لا متری نوشته شده است و اولین بار در سال ۱۷۴۷ منتشر شد. د لا متری در این اثر استدلال دکارت را مبنی بر این‌که حیوانات صرفاً خودکاره یا ماشین هستند را به انسان‌ها تعمیم می‌دهد. او ثنویت و وجود روح را به‌عنوان جوهری جدا از ماده انکار می‌کند.

## تأثیر شرایط جسمانی بر روح
لا متری به این اشاره می‌کند که چگونه در خواب بدن و روح یکی هستند، و چگونه انسان‌ها باید بدن خود را تغذیه کنند، او از اثرات شدید داروها بر جسم و روح یا ذهن می‌گوید، و خاطرنشان می‌کند که «حالات مختلف روح همیشه با حالات بدن در ارتباط است.»

## ماتریالیسم در رابطه با تکامل و مکانیسم کوانتومی
کارل پوپر ادعای د لا متری را در رابطه با تکامل و مکانیک کوانتومی مورد بحث قرار می‌دهد.
آموزه‌ای که انسان یک ماشین است، در سال ۱۷۵۱، مدت‌ها قبل از این‌که نظریه تکامل پذیرفته شود، توسط د لا متری مورد بحث قرار گرفت؛ و نظریه تکامل به این مسئله بیشتر دامن زد، با بیان این‌که ممکن است تمایز واضحی بین ماده زنده و ماده مرده وجود نداشته باشد، و علی‌رغم پیروزی نظریه کوانتومی جدید، و تبدیل بسیاری از فیزیک‌دانان به اصل عدم قطعیت، دکترین د لا متری که انسان یک ماشین است، شاید مدافعان بیشتری نسبت به قبل در میان فیزیک‌دانان زیست‌شناسان و فیلسوفان به‌ویژه در قالب این تز که انسان یک کامپیوتر است، داشته باشد.